# XENIX
XENIX byla verze unixového operačního systému licencovaná Microsoftem od AT&T koncem sedmdesátých let 20. století. Později získala exkluzivní práva na tento operační systém firma Santa Cruz Operation (SCO) a nakonec ho začala distribuovat jako SCO UNIX.

## Historie

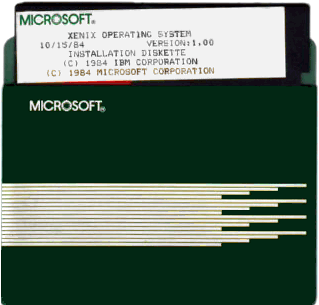
Microsoft Xenix 1.00 na 5¼palcové disketě

Xenix je varianta OS Unix od Microsoftu určená k použití na mikropočítačích; zakončení -nix užívá mnoho jiných operačních systémů typu Unix a ani XENIX se tomuto zakončení v názvu nevyhnul.
Microsoft koupil licenci na verzi 7 Unix od firmy AT&T v roce 1979 a 25. srpna 1980 oznámil, že by tento operační systém byl vhodný pro tehdejší 16bitový mikropočítačový trh.
Xenix se lišil od Unixu verze 7 počátky včleněných elementů z BSD a brzy přeměnil většinu široce nainstalovaného Unixového základu kvůli popularitě levného procesoru x86, ačkoli vytvořil útočiště pro počítače od Tandy Corporation, které byly více robustní.
Microsoft Xenix neprodával přímo koncovým uživatelům; místo toho ho poskytl jako licencovaný software pro výrobce OEM, jako jsou firmy Intel, Tandy, Altos a SCO, které ho pak dodávaly k jejich vlastním počítačovým sestavám.
Xenix od Microsoftu původně běžel na PDP-11; poprvé byl aplikován v 16bitovém procesoru Zilog Z8001.
Altos reagoval vydáním verze pro své počítače začátkem roku 1982. Společnost Tandy také zareagovala verzí TRS-XENIX pro jejich procesory 68000 v lednu 1983. SCO uvolnila svou verzi pro procesor 8086 v září roku 1983. Dokonce existovala také verze pro Apple Lisa na procesorech 68000. Tehdy byl Xenix založený na Unixovém systému III od AT&T. Verze Xenix 2.0 byla uvolněna v roce 1985 a byla založena na Unixovém prostředí ze systému UNIX System V.
Když Microsoft uzavřel smlouvu s IBM, která spočívala v tvorbě OS/2, jeho zájem o propagaci Xenix upadal. V roce 1987 Microsoft předal vlastnictví Xenixu firmě SCO v dohodě, která zahrnovala také přenechání vlastnictví 25 % SCO firmou Microsoft. Touto strategií si Microsoft ponechal zadní vrátka pro možnost, že by SCO s operačním systémem Xenix uspělo. Když Microsoft ztratil zájem dokonce i o připravovaný OS/2, bylo jasné, že se jeho strategie začínala ubírat směrem k tvorbě Windows NT, který se stával prioritou společnosti.
V roce 1987, společnost SCO portovala Xenix na procesory 386, 32bitový čip. Xenix 2.3.1 se uvedl zejména podporou i386, SCSI a TCP/IP.
Microsoft Xenix dále používal pro své potřeby. V roce 1987 vydal záplatu (patch), která podporovala funkčnost v Unixu od AT&T a tou umožnil firmě AT&T dostat se až ke kódovému základu obou operačních systémů, jak Xenix tak SCO UNIX. Byl také vyzván, aby umožnil používání Xenix na Sun Workstation a VAXových minipočítačích.
Koncem osmdesátých let dvacátého století, byl Xenix, podle The Designu a Implementace 4.3BSD UNIXového operačního systému, „pravděpodobně nejrozšířenější verzí Unixového operačního systému, podle počtu strojů na kterých běžel“.
SCO rozšířila Xenix i do SCO UNIX v roce 1989. Mezitím, AT&T dokončila slučování Xenixu, BSD, SunOS a Systemu V do společné stejnojmenné verze s názvem System V Release 4. SCO UNIX byl ještě stále založený na Systemu V Release 3, ale měl většinu rysů z Release 4. Poslední verze Xenixu jako samotného operačního systému byla verze 2.3.4.

## Trusted Xenix
Trusted Xenix byla varianta vyvinutá společností Trusted information Systems, která získala Bell - LaPadula model víceúrovňové bezpečnosti a měla víceúrovňové bezpečné rozhraní pro STU-III bezpečnostní komunikační zařízení (těmi jsou, STU-III spojení, která byla vytvořena pro aplikace běžící ve stejné úrovni privilegií, jako klíč uložený v STU-III).
To bylo ohodnoceno formálními metodami a dosáhlo hodnocení ochrany stupně B2 pod NSAovým Computer System Evaluation Criteria - druhé nejvyšší hodnocení vůbec, které kdy dosavadně ohodnocený operační systém získal. Verze 2.0 byla uvolněna v lednu 1991, verze 3.0 v dubnu 1992, a verze 4.0 v září 1993. Ta se ještě užívala přinejmenším do roku 1995.

## Funkce
Kromě své základny AT&T UNIX XENIX začlenil prvky z BSD, zejména textový editor vi a jeho podpůrné knihovny (termcap a curses). Jeho jádro obsahovalo některá původní rozšíření od Microsoftu, zejména zamykání souborů a semafory, zatímco do uživatelské oblasti Microsoft přidal „vizuální shell“ pro operace řízené menu namísto tradičního unixového shellu. Omezená forma místního síťování přes sériové linky (porty RS-232) byla možná prostřednictvím softwaru „micnet“, který podporoval přenos souborů a elektronickou poštu, ačkoli protokol UUCP byl stále používán pro síťování přes modemy. OEM často přidali další úpravy do systému XENIX.